# Felis silvestris cafra
El gato salvaje del África austral (Felis silvestris cafra) es una subespecie del gato montes euroasiático del África austral, es un mamífero carnívoro de la familia Felidae.

## Distribución geográfica
Se encuentra en el África austral.